# Couleurs nationales de la France

Le drapeau de la France, à trois bandes verticales bleue, blanc et rouge, adopté pour la première fois le 15 février 1794.

Les couleurs nationales de la France sont le bleu, le blanc et le rouge issus du drapeau national (également appelé drapeau tricolore). Ces couleurs ont une origine républicaine. On les retrouve aussi dans la cocarde tricolore.
Sous l'Ancien Régime et la Restauration, le blanc est considéré comme la couleur royale et française par excellence.
En sport, le bleu et dans une moindre mesure le blanc sont utilisés par de nombreuses équipes nationales. En sport automobile, la couleur bleu de France fut officiellement la livrée nationale de course des automobiles françaises jusqu'en 1968.

## Galerie

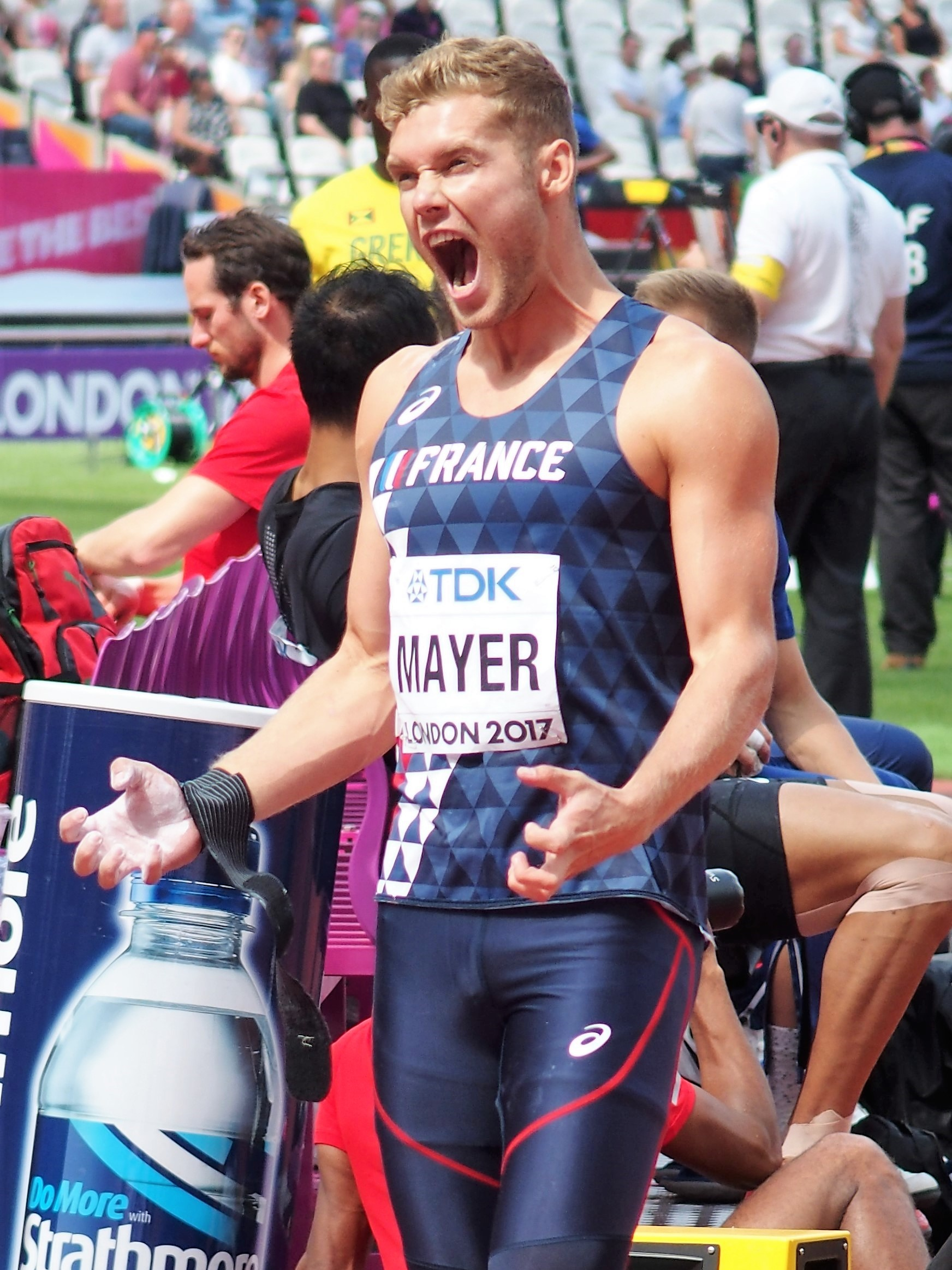
Athlétisme (Kévin Mayer).
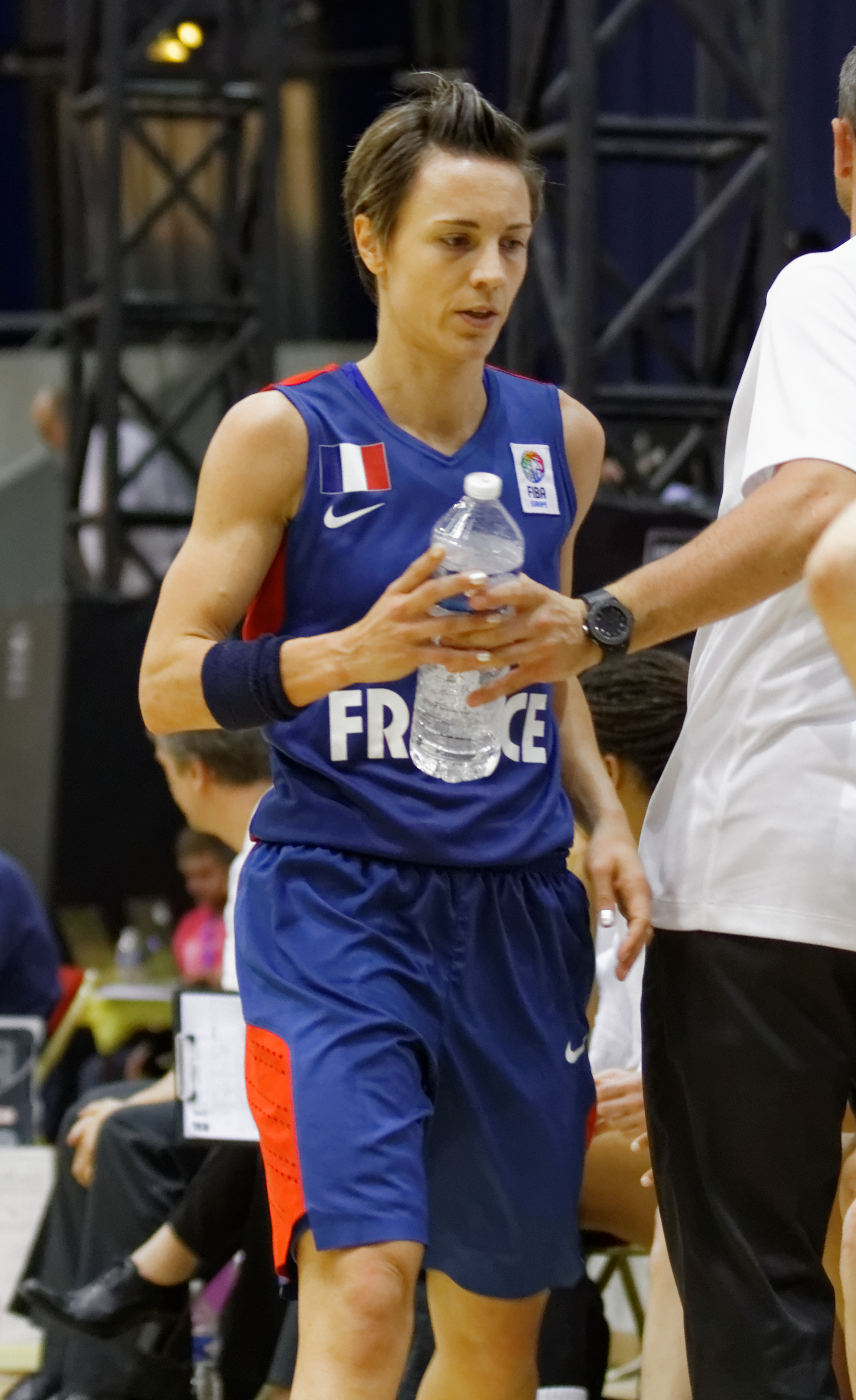
Basket-ball (Céline Dumerc).
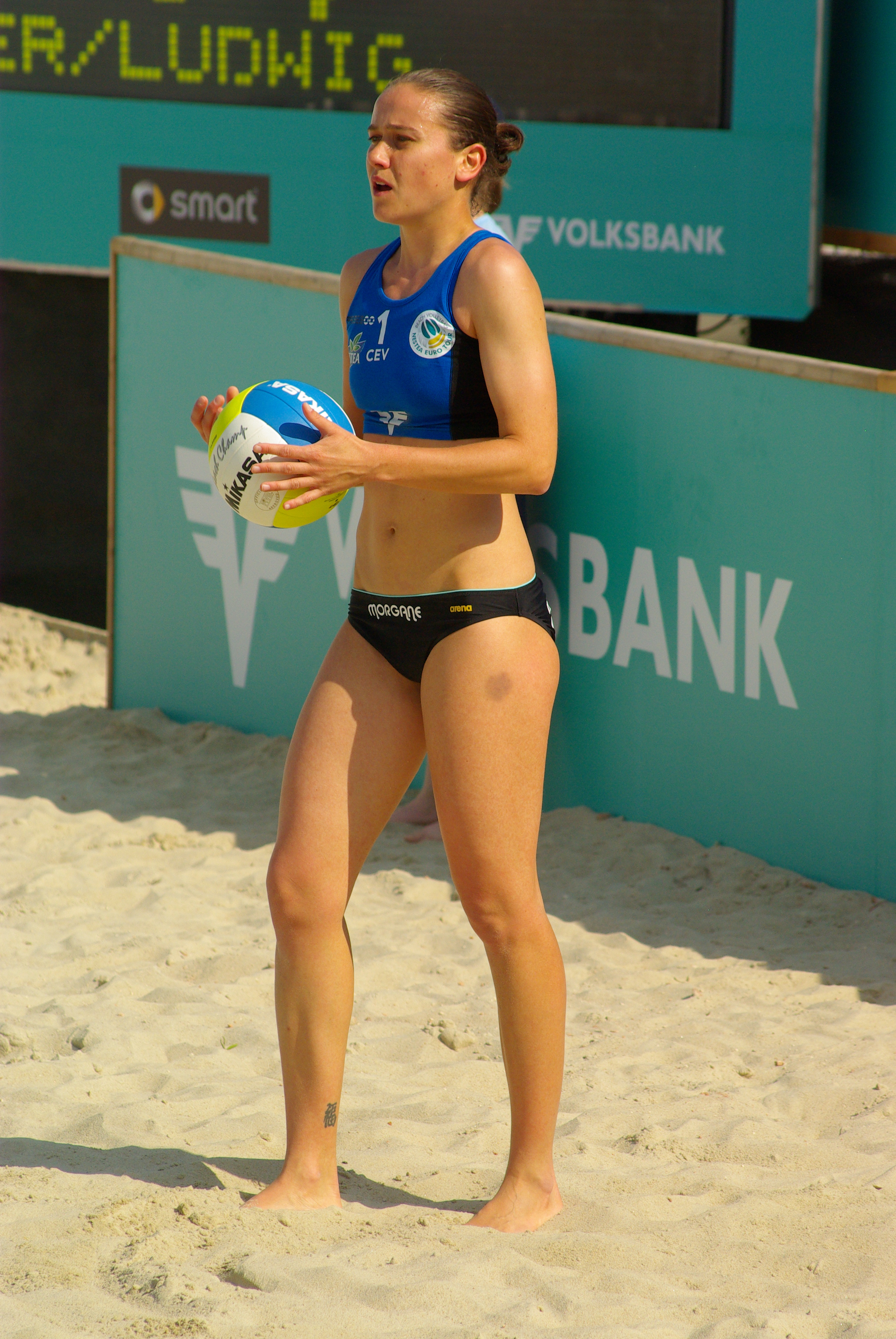
Beach-volley (Morgane Faure).
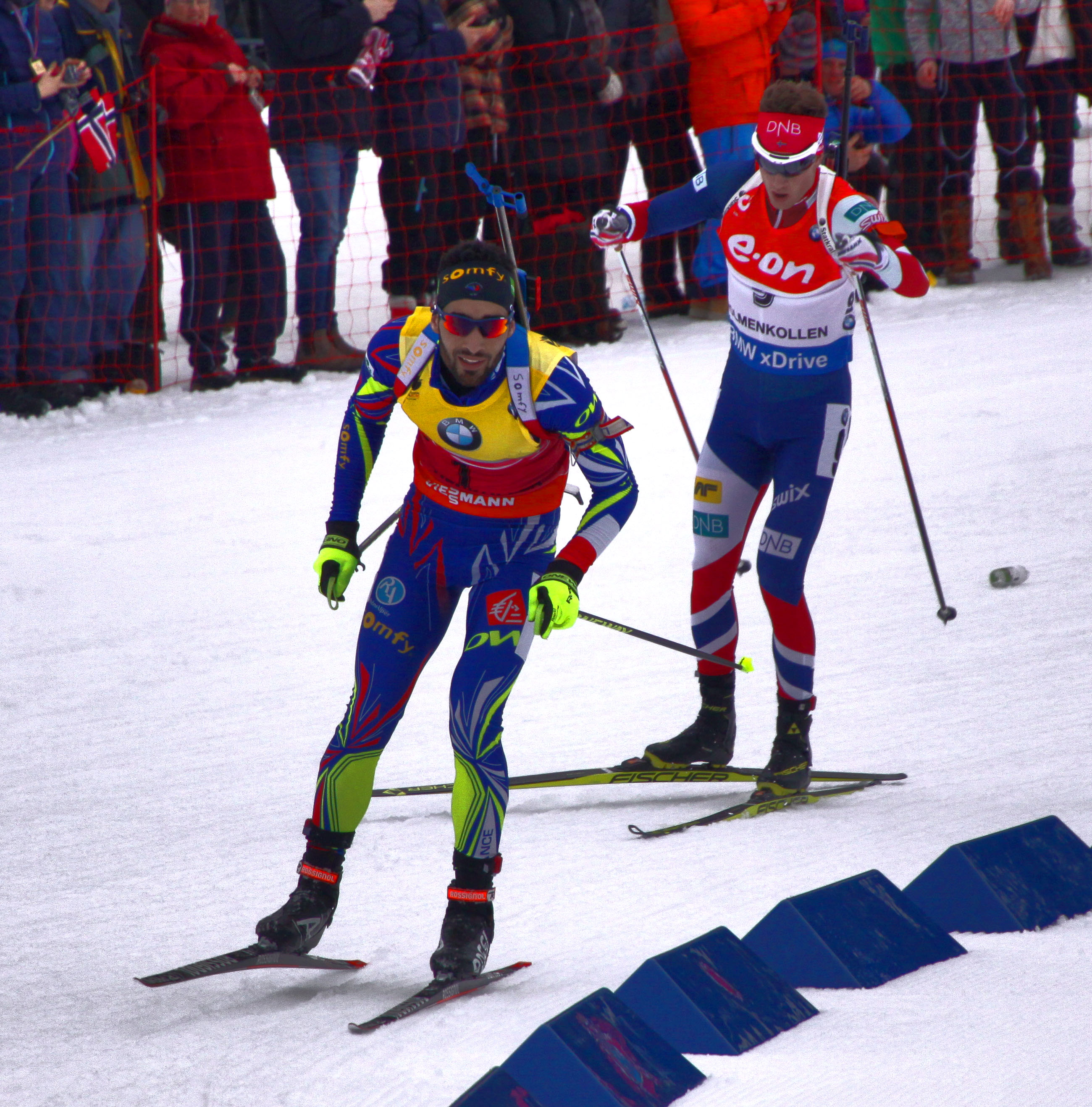
Biathlon (Martin Fourcade).
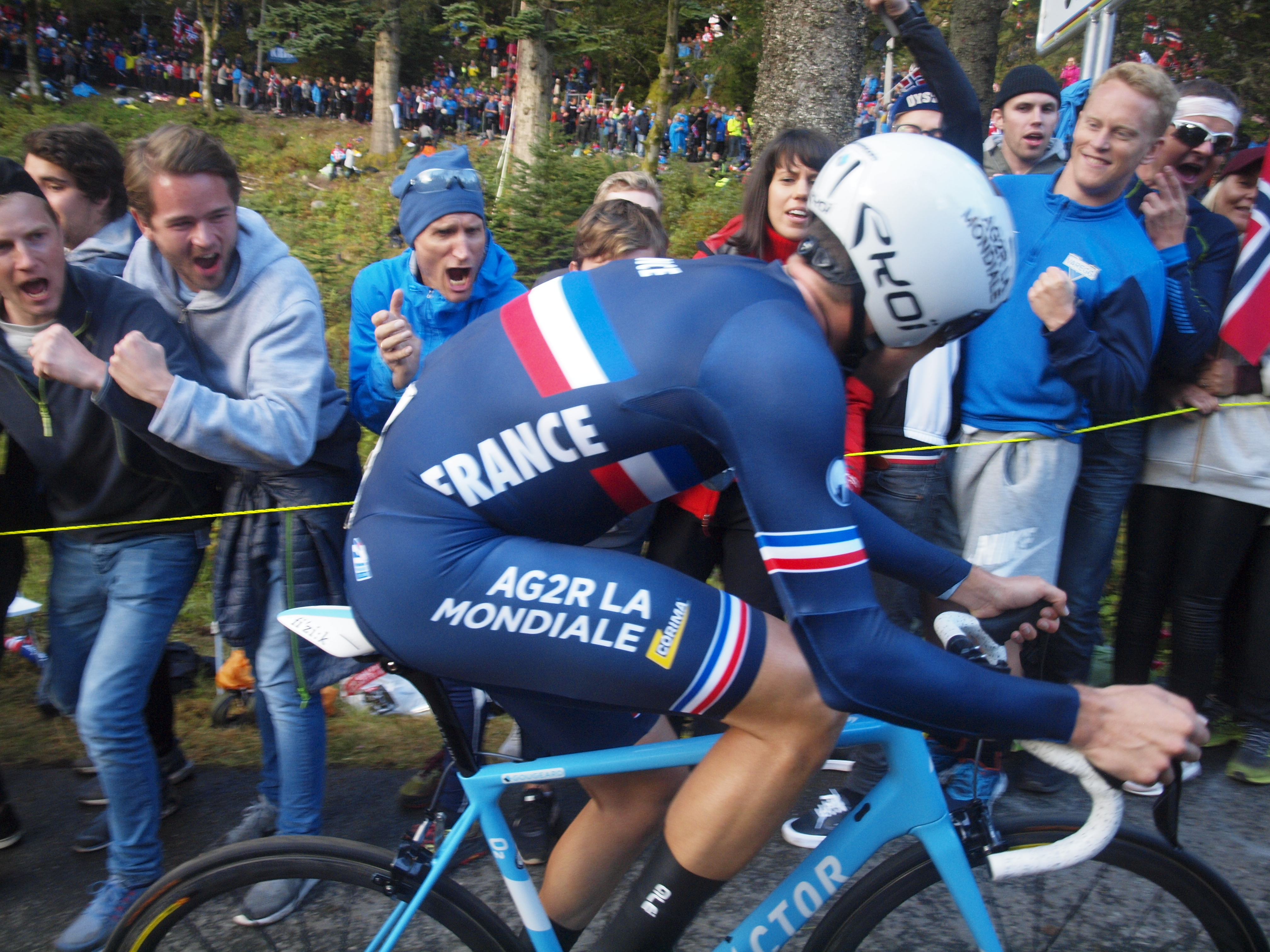
Cyclisme (Alexis Gougeard).
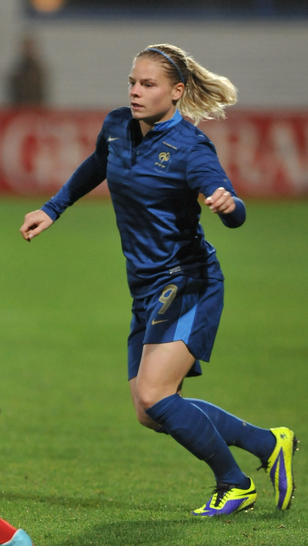
Football (Eugénie Le Sommer).
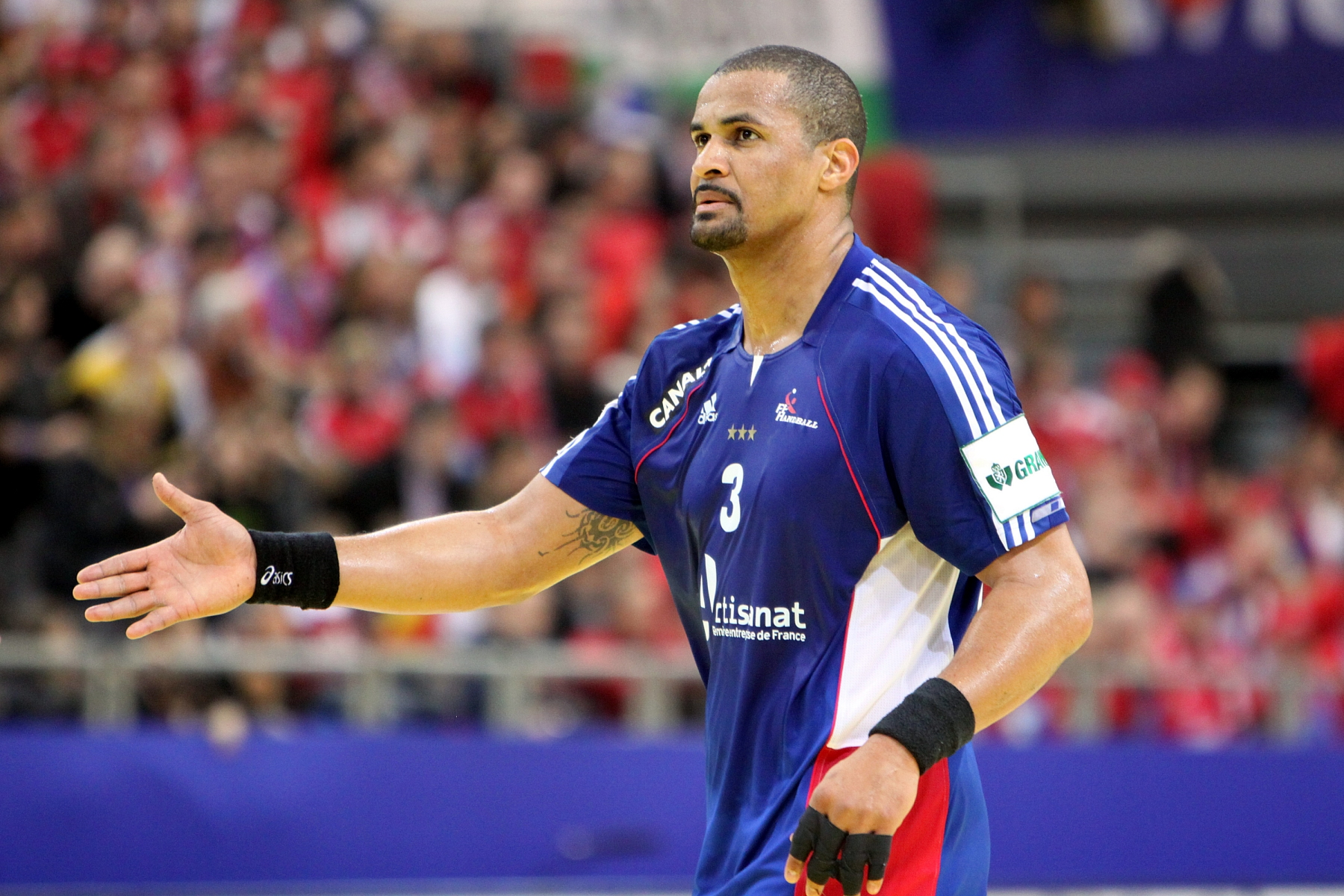
Handball (Didier Dinart).
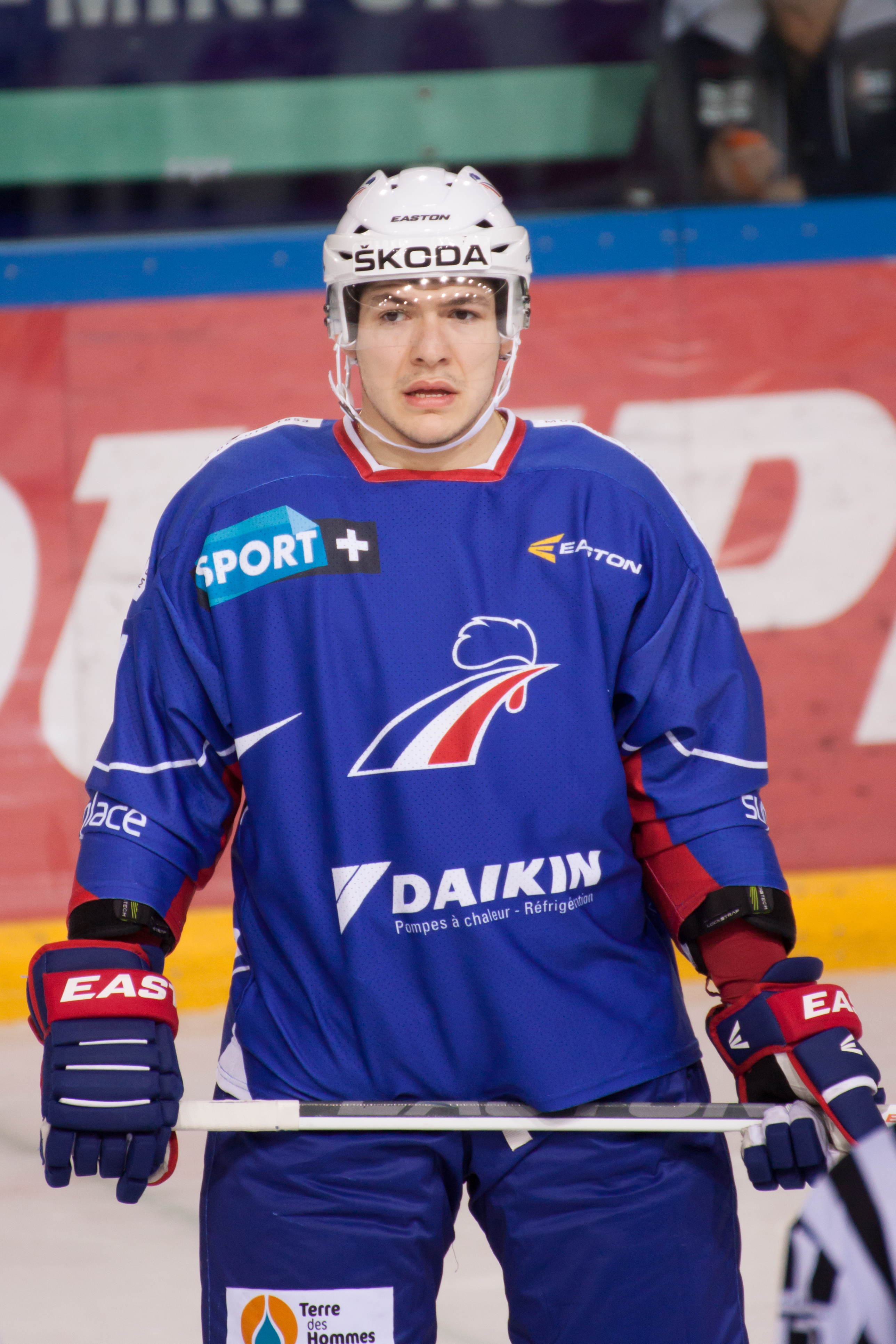
Hockey sur glace (Kevin Dusseau).
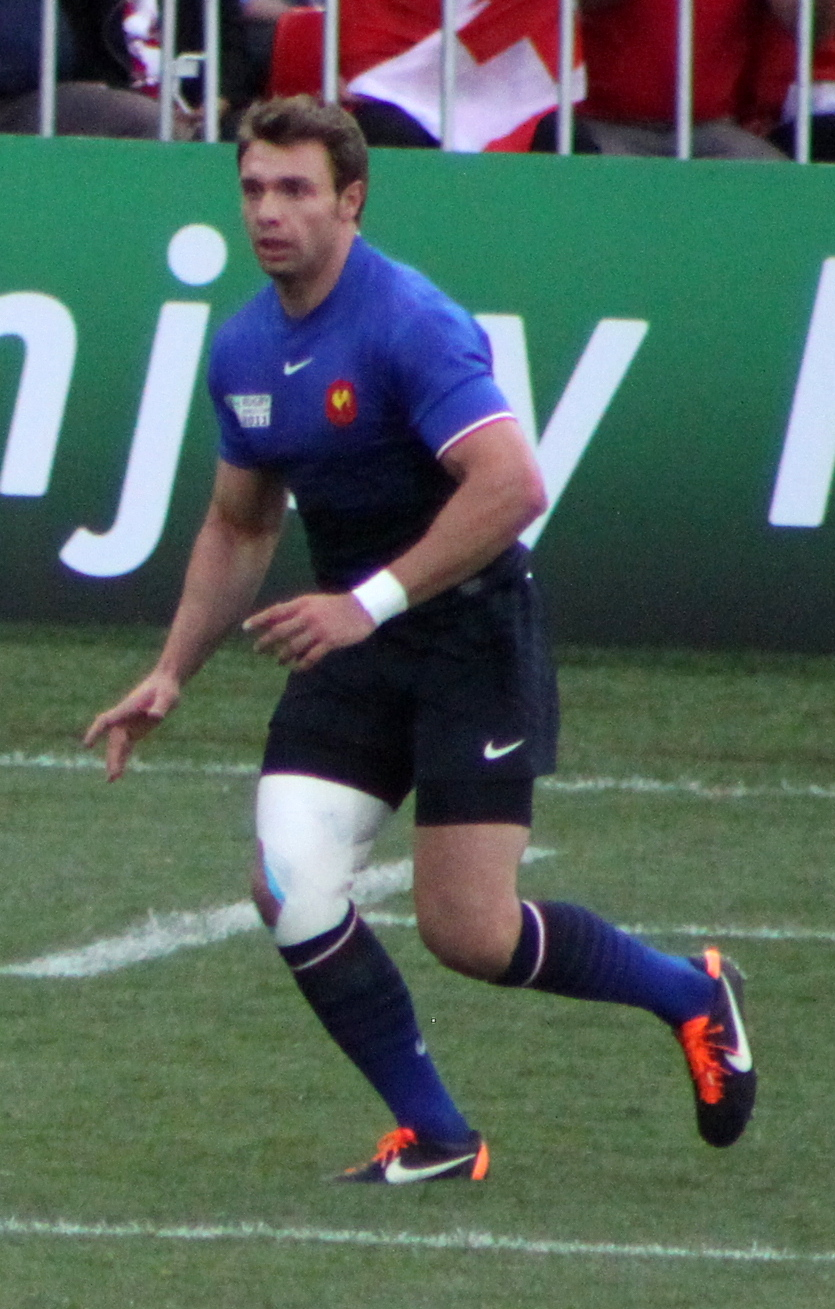
Rugby à XV (Vincent Clerc).
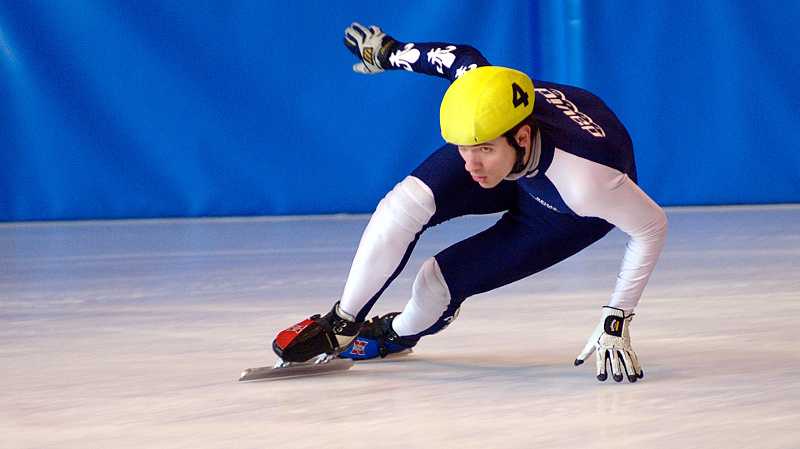
Short-track (Jean-Charles Mattei).
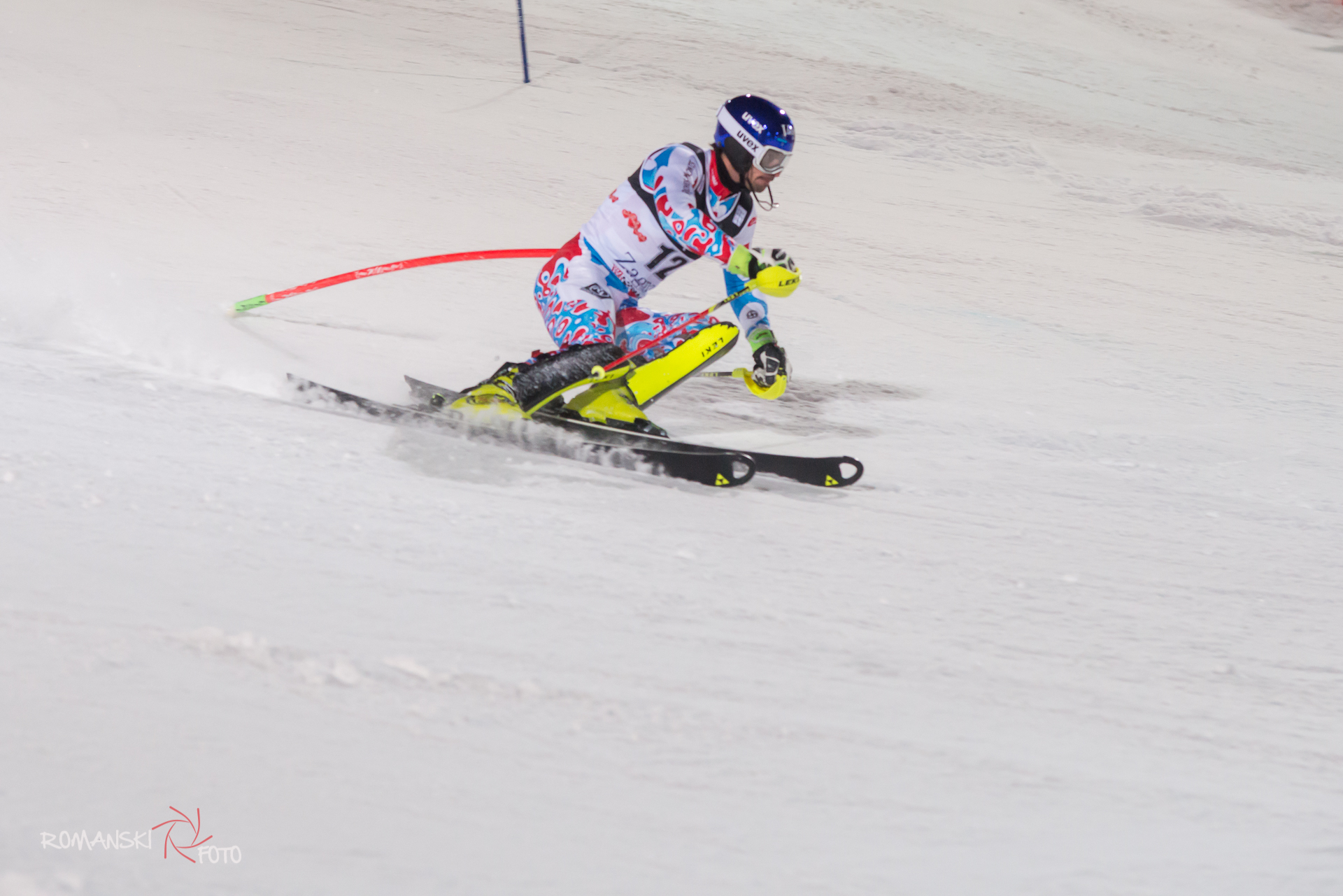
Ski alpin (Jean-Baptiste Grange).
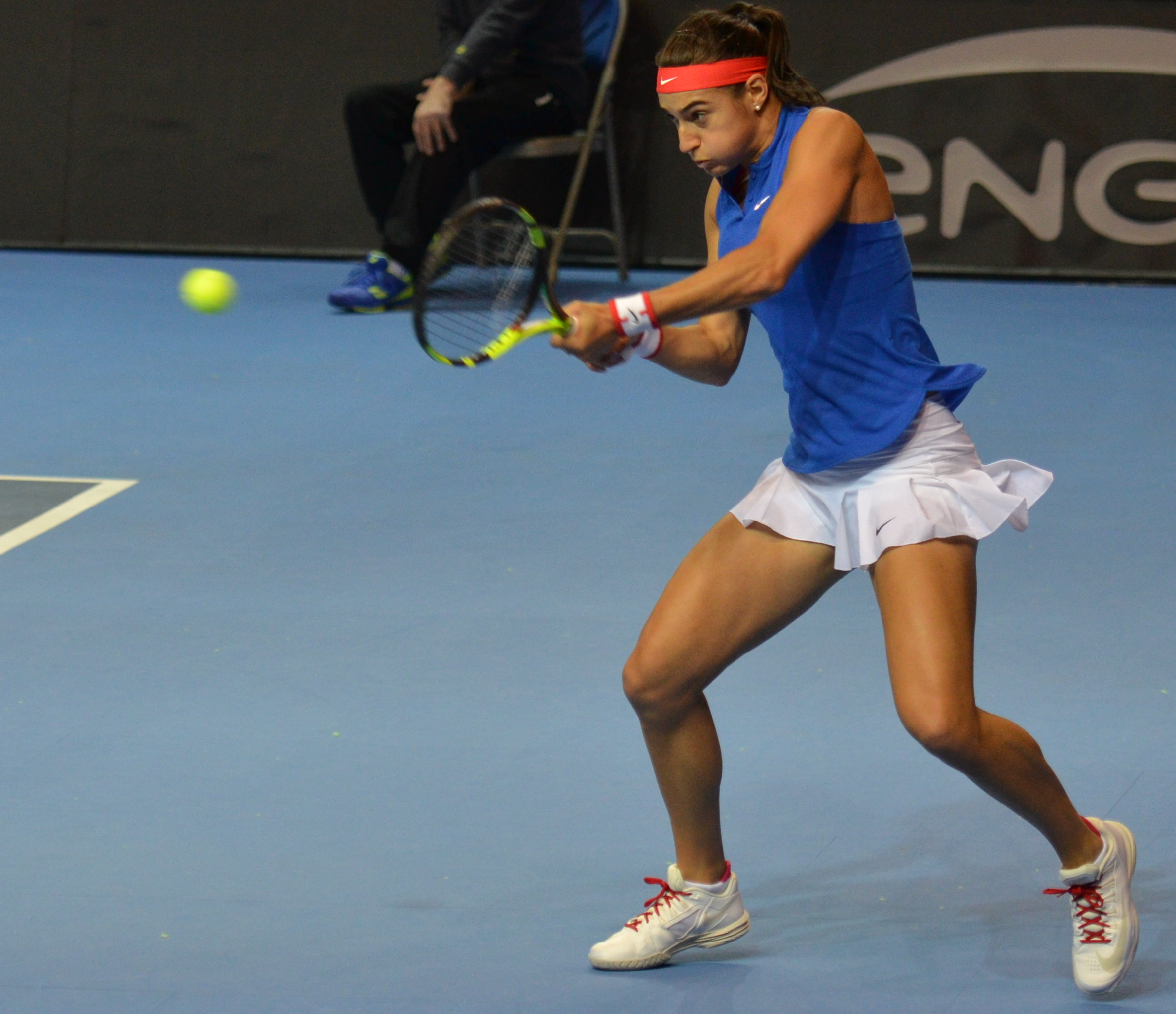
Tennis (Caroline Garcia).
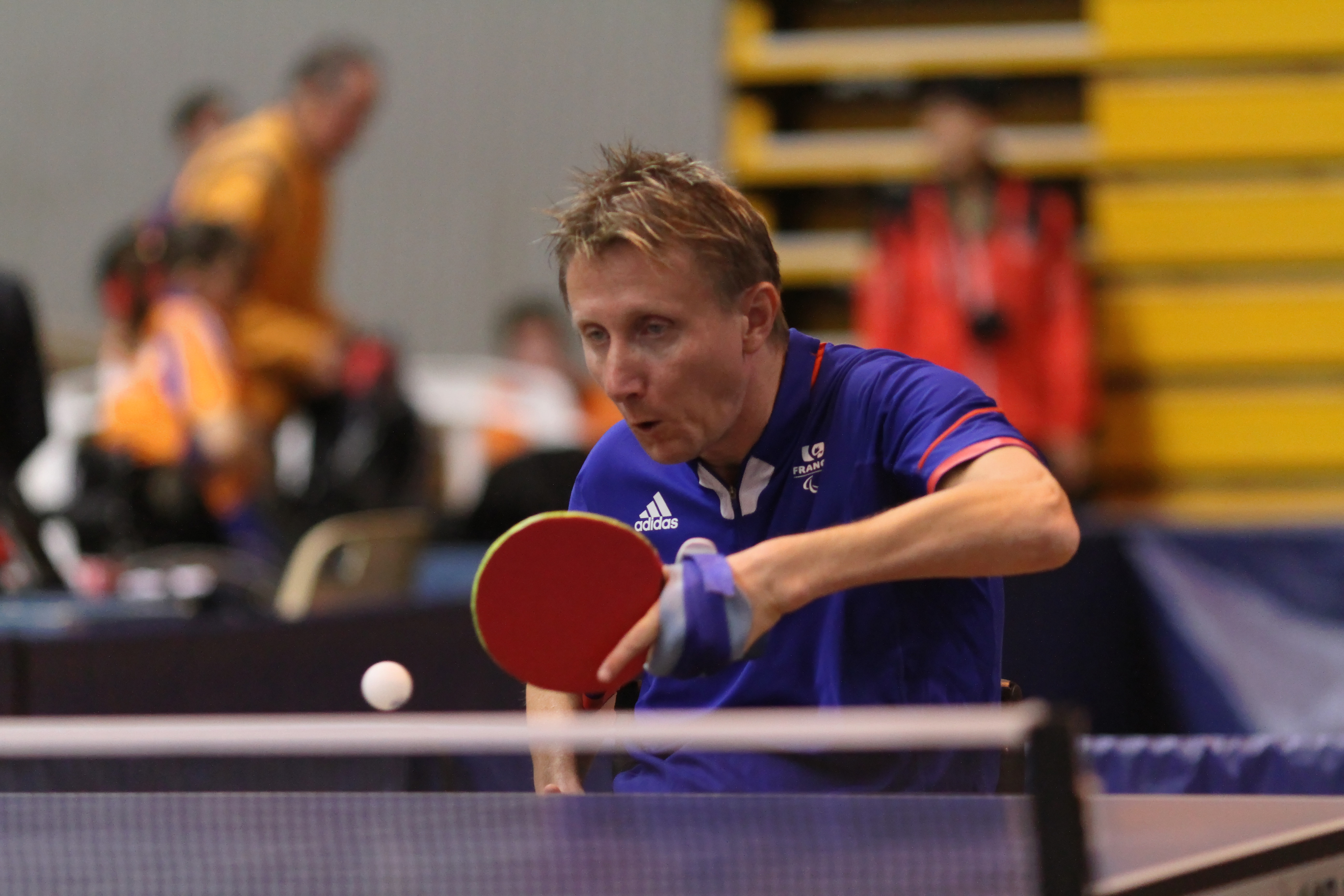
Tennis de table (Stéphane Molliens).
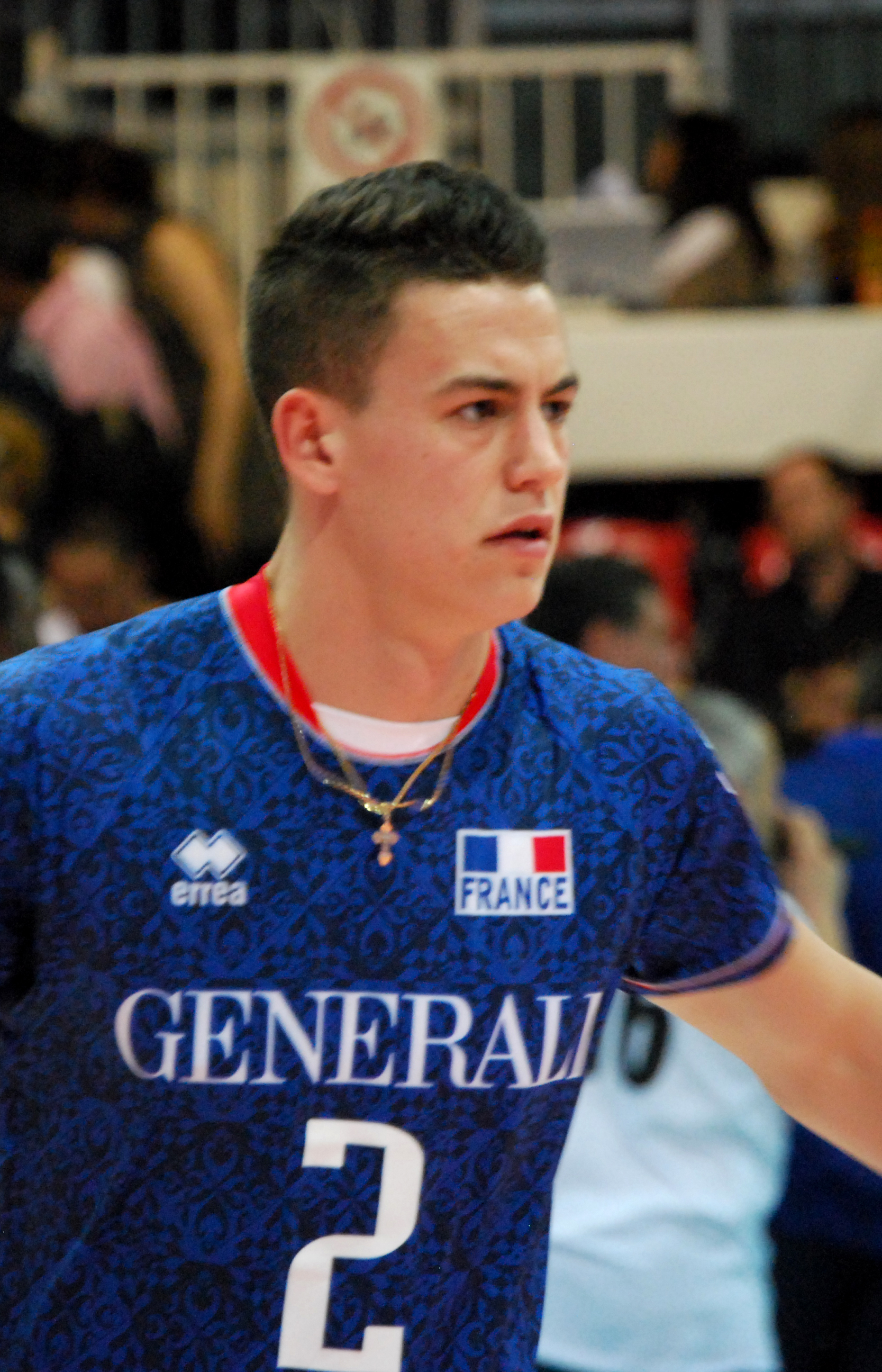
Volley-ball (Jenia Grebennikov).